# Sierra de San Luis (Arizona)
La sierra de San Luis es una pequeña sierra, de escasa elevación en el centro-sur del condado de Pima en el estado de Arizona adyacente a la frontera con México al noreste de los pueblos fronterizos de Sasabe en Arizona y Sasabe en Sonora.
La sierra se localiza en dirección noroeste-sureste y cuenta con unas 8-10 millas de longitud. Limita al oeste  con el área de vida salvaje nacional de Buenos Aires, ambas están ubicadas al sureste del vallde de Altar. El sureste de la sierra termina en los acantilados del Cobre, que contiene varios picos y los riscos del Acantilado del Cobre que limitan con el extremo occidental del área salvaje del Pajarito en el extremo occidental de la sierra del Pajarito.
El pueblo de Arivaca se ubica al noreste de las faldas de la sierra de San Luis y el lago de Arivaca se ubica justo a 5 millas río arriba del arroyo de Arivaca.
Tanto, la sierra de San Luis al suroeste, como la sierra del Cerro Colorado al noroeste están ubicadas al oeste de los cordales montañosos de Tumacácori, la sierra Atascosa, la sierra del Pajarito y la sierra de la Esmeralda.  Estos territorios, actualmente forman parte de estudios de preservación de la naturaleza como parte de un corredor para el estudio de los gatos salvajes denominado Cuatro Gatos, refiriéndose al puma, ocelote, jaguar y el lince rojo.